# Dipodomys merriami
Espèce
Statut de conservation UICN

 LC  : Préoccupation mineure
Dipodomys merriami, est une espèce de Rongeurs de la famille des Heteromyidae. C'est un petit mammifère qui fait partie des rats-kangourous d'Amérique. Il est aussi appelé Rat-kangourou de Merriam[réf. nécessaire] et on le rencontre au sud-ouest de l'Amérique du Nord.
L'espèce a été décrite pour la première fois en 1890 par un zoologiste américain, Edgar Alexander Mearns (1856-1916) et nommée ainsi en hommage à un autre zoologiste américain, son contemporain Clinton Hart Merriam (1855-1942).

## Description morphologique
Avec ses 22 à 26 cm de longueur, il s'agit du plus petit rat kangourou des États-Unis. Il est globalement de couleur fauve léger sur le dessus et blanc dessous. Sa longue queue présente sur chaque côté une bande blanche plus large que les bandes sombres du dessus et du dessous ; l'extrémité de la queue est garnie d'une touffe de poils sombres. Il présente de chaque côté du museau une ligne sombre. Autre particularité, ce rongeur ne possède que 4 doigts.

## Comportement

### Alimentation
Ce rat kangourou se nourrit essentiellement de graines, particulièrement de graines de mesquite (buisson appartenant au genre Prosopis), de Larrea tridentata, de Claytonia perfoliata, de Bouteloua et d'Ocotillo.

## Répartition et habitat

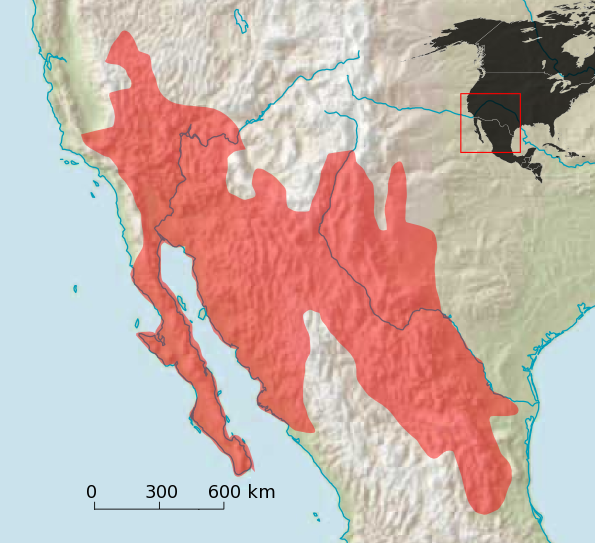
Carte d'Amérique du Nord montrant la répartition de l'espèce dans sa partie sud

Il vit dans les zones désertiques broussailleuses à Atriplex confertifolia, Larrea tridentata ou Artemisia tridentata.
Son aire de répartition, aux États-Unis, couvre une partie des États du Nevada, de la Californie, de l'Utah, de l'Arizona, du Nouveau-Mexique et du Texas.

## Liste des sous-espèces
Selon Mammal Species of the World (version 3, 2005)  (2 juin 2016) et ITIS (2 juin 2016) :
- sous-espèce Dipodomys merriami ambiguus
- sous-espèce Dipodomys merriami annulus
- sous-espèce Dipodomys merriami arenivagus
- sous-espèce Dipodomys merriami atronasus
- sous-espèce Dipodomys merriami brunensis
- sous-espèce Dipodomys merriami collinus
- sous-espèce Dipodomys merriami frenatus
- sous-espèce Dipodomys merriami insularis - ou une espèce à part entière : Dipodomys insularis Merriam, 1907 selon NCBI[4]
- sous-espèce Dipodomys merriami margaritae
- sous-espèce Dipodomys merriami mayensis
- sous-espèce Dipodomys merriami melanurus
- sous-espèce Dipodomys merriami merriami
- sous-espèce Dipodomys merriami mitchelli
- sous-espèce Dipodomys merriami olivaceus
- sous-espèce Dipodomys merriami parvus
- sous-espèce Dipodomys merriami platycephalus
- sous-espèce Dipodomys merriami quintinensis
- sous-espèce Dipodomys merriami trinidadensis
- sous-espèce Dipodomys merriami vulcani

Selon NCBI (2 juin 2016) :
- sous-espèce Dipodomys merriami annulus
- sous-espèce Dipodomys merriami arenivagus
- sous-espèce Dipodomys merriami brunensis
- sous-espèce Dipodomys merriami margaritae
- sous-espèce Dipodomys merriami melanurus
- sous-espèce Dipodomys merriami merriami
- sous-espèce Dipodomys merriami platycephalus

Selon Paleobiology Database (2 juin 2016) :
- Dipodomys merriami insularis